# UNFRAMED/アンフレームド
『UNFRAMED／アンフレームド』とは、韓国映画界の最前線で活躍する人気俳優たちが映画のフレームから飛び出し、制作する立場で新たな可能性を広げるWATCHAオリジナルのショートフィルム・プロジェクト。
パク・ジョンミン（『空と風と星の詩人 尹東柱(ユン・ドンジュ)の生涯』『サンセット・イン・マイ・ホームタウン』『BLEAK NIGHT 番人』）、ソン・ソック（『金子文子と朴烈（パクヨル）』）、チェ・ヒソ（『金子文子と朴烈（パクヨル）』『空と風と星の詩人 尹東柱(ユン・ドンジュ)の生涯』）、そしてイ・ジェフン（『金子文子と朴烈（パクヨル）』『BLEAK NIGHT 番人』『シグナル』）が初監督＆初脚本に挑んだ、動画配信サービス WATCHA との共同企画。

## あらすじ

### 学級委員長選挙（原題：반장선거）
内気な小学5年生イノは人気男子のグループに入りたくて、学級委員長に立候補させられてしまう。1票も入らないと思っていたイノだったが、誰も想像できない意外な結末が待っていた!!

### 再放送（原題：재방송）
仕事も車もない無名の俳優スインと一人暮らしの伯母は、大勢の親戚が集まる結婚式にバスで行くことに。何だかんだ出席を渋る伯母のペースにスインが合わせながら式場を目指すが...。

### バンディー蛍の娘（原題：반디）
9歳の少女バンディは吃音症のため友達にからかわれていた。母ソヨンは心的な要因があるのではと思い悩み、今まで一度もバンディに伝えていなかった｢特別な話｣を聞かせるのだった。

### ブルーハピネス（原題：블루 해피니스）
チャニョンはバイトと就活に明け暮れながら、同棲中の恋人との幸せな将来を夢見ている。だが偶然再会した投資家の友人から｢ある情報｣を得たことで、危険な取引にのめり込んでしまう。

## 登場人物

### 学級委員長選挙
キム・ダムホ

カン・ジソク

パク・ヒョウン

パク・スンジュン

### 再放送
イム・ソンジェ

ビョン・ジュンヒ

オ・ミンエ

### バンディー蛍の娘
パク・ソイ

チェ・ヒソ

チョ・ギョンスク

シン・ヒョンス

### ブルーハピネス
チョン・ヘイン

イ・ドンフィ

キム・ダイェ

タン・ジュンサン

ピョ・イェジン